# 喬治·莫德爾斯基
喬治·莫德爾斯基（英語：George Modelski，1926年1月9日—2014年2月21日）是一名波蘭裔美國政治學家，1967年至1995年在華盛頓大學擔任政治學教授，退休後為名譽教授。
在華盛頓大學工作之前，莫德爾斯基是澳洲國立大學高級研究所的高級研究員。
莫德爾斯基在全球政治和經濟的長期過程，以及世界城市宏觀動力學和世界體系演變方面做出貢獻。他是一名結構現實主義者。2012年，他被國際N·D·康德拉季耶夫基金會授予銅質康德拉季耶夫獎章。

## 外部連結
- The committee: Francis Fukuyama, Neil Howe, George Modelski, Arthur Schlesinger Jr., and William Strauss. Moderated by Herbert Stein. （页面存档备份，存于） An article in Slate magazine.